# Чиклит
Чиклит (от англ. chick, буквально «цыплёнок; птенец», в переносном смысле «молодая женщина, девушка», и lit — литература) — в буквальном переводе на русский язык «литература для цыпочек», в более образном переводе — «дамское чтиво». Это современный литературный жанр, разновидность женской прозы, основанной на романтическом сюжете и написанной легко и с юмором.

## История
Американская писательница Крис Маза придумала этот термин вместе с редактором Джефри Дэшел (англ. Jeffrey DeShell) как шутливое название для антологии «Чиклит: постфеминистская фантастика» (англ. Chick Lit: Postfeminist Fiction), выпущенной в 1995 году. Тем не менее, основательницей жанра считается британская писательница Хелен Филдинг, автор книги «Дневник Бриджит Джонс», вышедшей в 1996 году и вскоре экранизированной. 

## Особенности жанра
Особенности жанра чиклит: 
- Объединение мотивов традиционной сказки и женского взгляда на мир. Обычно героиня, как Золушка, проходит все испытания, находит счастье и изменяется к лучшему.
- История заканчивается классическим счастливым концом.
- Текст опирается на культурный код классических женских романов.
- Героиня чиклита — современная незамужняя молодая женщина в разных сферах её жизни.
- В чиклите представлены гендерные особенности мужчин и женщин, раскрытые через речевой стиль. Концепт женщины раскрывается от лица женщины, главной героини; концепт мужчины — с позиции  женщины.
- Общий тон повествования является доверительно-нетривиальным, сочетая юмор и иронию.
- Сюжет раскрывается от первого лица.
- Язык не является сложным и витиеватым, используются простые языковые конструкции, которые легко читать и воспринимать.

Произведения в жанре чиклит отличаются большей реалистичностью и приближенностью к современной жизни, чем традиционные любовные романы.